# Clara Obligado
Clara Obligado Marcó del Pont (Buenos Aires, Argentina, 1950) es una escritora argentino-española.

## Biografía
Licenciada en Literatura por la Universidad Católica Argentina, Clara Obligado se vio obligada a exiliarse en España tras el golpe militar de 1976. Desde entonces, continúa viviendo en Madrid  y adquirió la ciudadanía española.
Fue una de las primeras personas que comenzó a impartir talleres de escritura creativa tanto de manera independiente como en la Universidad Nacional de Educación a Distancia, el Círculo de Bellas Artes o la librería Mujeres de Madrid, entre otras muchas instituciones. En 1978 fundó el Taller de Escritura Creativa de Clara Obligado, uno de los centros de esta disciplina con más antigüedad de España y que dirige en la actualidad, dictando cursos tanto en directo como a distancia.
Según Juan Casamayor, editor de Páginas de Espuma (editorial especializada en el género), Clara Obligado fue la introductora del microrrelato en España, a través de sus talleres literarios.

En 1996 recibió el premio femenino Lumen por su novela La hija de Marx. También es autora de las novelas Si un hombre vivo te hace llorar (Planeta, 1998), No le digas que lo quieres (Anaya, 2002) y Salsa (Plaza y Janés, 2002).
En sus libros de ensayo ha abordado temas relacionados con la mujer y la cultura, como en su obra Mujeres a contracorriente (Plaza y Janés, 2004).
Colabora asiduamente con varios medios de comunicación. Ha sido jurado de varios premios. 
En 2012 ganó el Premio Setenil con su libro de cuentos El libro de los viajes equivocados (Editorial Páginas de Espuma), y en 2015 el Premio Juan March Cencillo de Novela Breve, con la obra Petrarca para viajeros (Editorial Pretextos).

## Obras

### Novelas
- La hija de Marx. Editorial Lumen, 1996. Premio Femenino Lumen 1996. Reeditada en 2013 por editorial Galerna.y Lumen, 2023.
- Si un hombre vivo te hace llorar. Editorial Planeta, 1998. Traducida al griego.
- No le digas que lo quieres. Editorial Anaya, 2002.
- Salsa. Editorial Plaza y Janés, 2002. Publicada en soporte sonoro en Estados Unidos.
- Petrarca para viajeros, 2015. Editorial Pretextos.

### Cuentos

#### Antologías y libros en colaboración
- Sobre Morpios y otros cuentos, con Miguel Argibay, Antonio Calvo Roy y Patricio Olivera. José Matesanz Editor, colección Trasgos de Metro, Madrid, 1982.
- Cartas eróticas. En colaboración con Ángel Zapata. Ed. Temas de Hoy, 1990
- "El cazador", en: Mujeres al alba. Editorial Alfaguara, Madrid, 1999, pp. 107-122.
- Manjares económicos. En colaboración con Mariángeles Fernández. Ed. Alianza.
- Deseos de mujer, en colaboración con Carmen Posadas, Mariángeles Fernández y Pilar Rodríguez. Ed. Plaza y Janés.

#### Antología de microficción
- Por favor, sea breve 1 y 2 (Ed. Clara Obligado). Editorial Páginas de Espuma, Madrid, 2001 y 2009.

#### Libros de relatos
- Una mujer en la cama y otros cuentos. Catriel, Madrid, 1990.
- Las otras vidas. Cuentos. Editorial Páginas de Espuma, Madrid, 2006.
- El libro de los viajes equivocados. Cuentos. Editorial Páginas de Espuma, Madrid, 2011.
- La muerte juega a los dados. Cuentos. Editorial Páginas de Espuma, Madrid, 2015.
- La Biblioteca de agua. Cuentos. Editorial Páginas de Espuma, Madrid, 2019
- Tres maneras de decir adiós. Cuentos, Ed. Páginas de Espuma, Madrid, 2024..

### Ensayo
- Una casa lejos de casa. La escritura extranjera. Editorial Ediciones Contrabando, Valencia, 2020.
- Una casa lejos de casa. EME editorial, Argentina, 2021.
- Todo lo que crece. Naturaleza y escritura. Editorial Páginas de Espuma, Madrid, 2021.

### Ediciones de textos de nuevos narradores
- Qué mala suerte tengo con los hombres (Ed. Clara Obligado) Catriel, Madrid, 1997.
- Cuentos para leer en el metro (Ed. Clara Obligado). Catriel, Madrid, 1999.
- Historias de amor y desamor (Ed. Clara Obligado). Trivium, Madrid, 2001.
- Jonás y las palabras difíciles (Ed. Clara Obligado) Ed. Taller de Escritura Creativa, Madrid.
- La Isla (Ed. Clara Obligado) Ed, Taller de escritura creativa, Madrid.

### Otros
- Cartas eróticas. Ensayo, con Ángel Zapata. Temas de Hoy, Madrid, 1993.
- Manjares económicos: cocina para literatos, golosos y viajeros, con Mariángeles Fernández. Editorial Alianza, Madrid, 1995.
- Qué se ama cuando se ama, con ilustraciones de Pat Andrea. Ed. Ovejas al lobo, Madrid, 1997.
- Qué me pongo. Ensayo. Editorial Plaza y Janés, Madrid, 2000.
- Estética de la exclusión. Ensayo. En: En sus propias palabras: Escritoras españolas ante el mercado literario. Henseler, Christine (ed.). Madrid: Torremozas, 2003, pp. 77-96.
- Mujeres a contracorriente. La otra mitad de la historia. Ensayo. Plaza y Janés, Madrid, 2004; edición aumentada: Sudamericana, Buenos Aires, 2005. Traducida al francés por Ed. Lattes.
- ¿De qué se ríe la Gioconda? o ¿Por qué la vida de las mujeres no está en el arte?. Ensayo. Editorial Temas de hoy, Madrid, 2006.
- Deseos de mujer, con Mariángeles Fernández, Carmen Posadas y Pilar Rodríguez. Plaza y Janés, Madrid, 2008.
- «Viaje al centro de los libros». Prólogo de la antología La distancia exacta. Cuentos sobre el viaje. Editorial Fin de Viaje, Baza (Granada), 2013.
- 201. (Compiladores: David Roas y José Donayre Hoefken). Lima: Ediciones Altazor, 2013.
- Atlas de Literatura Latinoamericana. (Arquitectura inestable) con ilustraciones de Agustín Comotto. Ed. Nórdica, Madrid 2022.

## Premios
- Premio Femenino Lumen de Novela, con La hija de Marx. Barcelona, 1996.
- Finalista del II Premio de narrativa breve Ribera del Duero, 2011, por El libro de los viajes equivocados.
- Premio Setenil con su libBreve con Petrarca para viajeros, 2015.
- Finalista del Premio Setenil de relato con su libro "La biblioteca de agua (Página de Espuma), 2019.
- Premio Konex Letras - Cuentoː Quinquenio 2019-2023. Diploma al mérito, 2024[15]

| Predecesor: David Roas | Premio Setenil 2012 | Sucesor: Ignacio Ferrando |